# Ticket ins Paradies
Ticket ins Paradies (Originaltitel: Ticket to Paradise) ist eine US-amerikanische romantische Filmkomödie aus dem Jahr 2022 von Regisseur Ol Parker mit George Clooney und Julia Roberts.

## Handlung
David und Georgia Cotton sind ein geschiedenes Paar, das einander hasst und seine 20 Jahre zurückliegende, nur fünf Jahre andauernde Ehe bereut. Ihre Tochter Lily hat gerade ihr Jurastudium absolviert und fliegt mit ihrer Freundin Wren nach Bali in den Urlaub. Beim Schnorcheln vor der Küste werden die beiden von ihrem Ausflugsboot zurückgelassen und werden von dem jungen balinesischen Algenzüchter Gede aufgelesen. Lily und Gede verstehen sich auf Anhieb und verbringen eine romantische Nacht miteinander.
Einen Monat später schreibt Lily ihren Eltern David und Georgia eine E-Mail, um ihnen mitzuteilen, dass sie und Gede heiraten und für immer auf Bali bleiben werden, womit sie ihre juristische Karriere aufgibt, bevor sie beginnt. David und Georgia schließen einen Waffenstillstand und folgen ihrer Tochter auf die indonesische Insel, um Lily davon zu überzeugen, dass sie überstürzt handelt, und sie vor dem gleichen Fehler zu bewahren, den die beiden 25 Jahre zuvor gemacht haben. Ihr Pilot auf dem Flug nach Bali entpuppt sich als Paul, Georgias Freund, der nach weiteren Flügen als Pilot ein paar Tage später nach Bali nachkommen will.
David und Georgia geben Lily und Gede öffentlich vermeintlich ihren Segen, planen aber insgeheim eine Trojanisches-Pferd-Strategie, um die Hochzeit von innen heraus zu sabotieren. Zu ihrem Plan gehört es, die Eheringe des Paares zu stehlen, womit die Zeremonie um einige Tage verschoben werden muss. Gede verdächtigt David und Georgia sofort, verheimlicht seinen Verdacht aber vor Lily, um die Beziehung zwischen ihr und ihren Eltern nicht zu zerstören.
Bei der Durchführung ihres Plans beginnen David und Georgia, sich wieder aneinander anzunähern. Sie lernen auch Gede und seine große Familie kennen und sehen, dass er sich gut um Lily kümmert. Paul taucht auf und überrascht Georgia mit einem Heiratsantrag, der zunächst durch einen Schlangenbiss im Tempel von Tanah Lot unterbrochen wird und bei der späteren Wiederholung des Antrags durch einen versehentlichen Kopfstoß verhindert wird.
Als Lily die gestohlenen Ringe findet, fordert sie ihre Eltern auf, der Hochzeit zuzustimmen und ihnen ihren Segen zu geben oder nach Hause zurückzufliegen. Sie konfrontiert auch Gede, der gleichzeitig seinen Verdacht gegenüber David und Georgia gesteht, die Ringe gestohlen zu haben. David und Georgia erkennen, dass sie Lily für immer verlieren werden, wenn sie ihre Entscheidung nicht unterstützen, also bieten sie ihr ihre Unterstützung an.
Die Hochzeit findet nach balinesischem Brauch statt. Als das Paar sich darauf vorbereitet, einen Dolch durch eine Matte aus Pandan-Blättern zu stechen, um den Bund der Ehe zu vollziehen, unterbricht Gede die Zeremonie, um David und Georgia zu bitten, dieses Mal ihren Segen aufrichtig zu geben, und bietet an, die Zeremonie nicht durchzuführen, wenn sie nicht zustimmen. David erhebt sich und erklärt, dass das Paar von ihnen als Eltern seinen Segen hat, diesen aber nicht wirklich braucht. Hätten er und Georgia auf ihre eigenen Kritiker (Davids Freunde bzw. Georgias Eltern) gehört, hätten sie Lily nie bekommen. Auch wenn ihre Ehe gescheitert ist, sind beide in einer Welt mit Lily glücklicher. Lily und Gede sind gerührt, schließen die Zeremonie ab und heiraten.
Am Morgen nach der Hochzeit sagt Georgia Paul, dass sie ihn nicht heiraten kann, und sie beenden ihre Beziehung. David und Georgia spielen wieder mit der Romantik und küssen sich sogar einmal, bevor sie sich wieder trennen und darüber lachen. David, Georgia und Wren verabschieden sich tränenreich von Lily und besteigen ein Boot, um abzureisen. David und Georgia denken wieder über ihre romantischen Aussichten nach und debattieren laut darüber, ob sie zu alt sind, um sich wieder jung zu fühlen, und wann sie nach Bali zurückkehren könnten. Kurzerhand beschließen beide, zu bleiben, springen von Bord und kehren zum Dock zurück.

## Besetzung und Synchronisation
Die deutschsprachige Synchronisation übernahm die FFS Film- & Fernseh-Synchron. Dialogregie führte Axel Malzacher, der auch das Dialogbuch schrieb.
| Rolle               | Darsteller         | Synchronsprecher      |
| ------------------- | ------------------ | --------------------- |
| David Cotton        | George Clooney     | Martin Umbach         |
| Georgia Cotton      | Julia Roberts      | Daniela Hoffmann      |
| Lily Cotton         | Kaitlyn Dever      | Jodie Blank           |
| Paul                | Lucas Bravo        | Ricardo Richter       |
| Dean                | Charles Allen      | Thomas Wenke          |
| Gede                | Maxime Bouttier    | Marco Eßer            |
| Wren Butler         | Billie Lourd       | Lara Trautmann        |
| Auktionatorin       | Ling Cooper Tang   | Denise Kanty          |
| Beth-Ann Flannery   | Geneviève Lemon    | Sabina Trooger        |
| Künstler            | Francis McMahon    | Axel Malzacher        |
| Losi                | Cintya Dharmayanti | Christina Ann Zalamea |
| Losis Onkel         | Nom Gunadi         | Christian Gaul        |
| Mann in Weiß        | Anto Widjaja       | Tayfun Bademsoy       |
| Wayan (Gedes Vater) | Agung Pindha       | Yu Fang               |

## Produktion und Hintergrund
Die Dreharbeiten fanden ab November 2021 im australischen Bundesstaat Queensland statt. Drehorte waren unter anderem die Whitsunday Islands, die Gold Coast und Brisbane.
Produziert wurde der Film von Working Title Films (Produzenten Tim Bevan und Eric Fellner), in Koproduktion mit Smokehouse Pictures (Produzenten George Clooney und Grant Heslov) sowie Red Om Films (Produzentinnen Julia Roberts, Lisa Gillan und Marisa Yeres Gill) und Sarah Harvey und Deborah Balderstone.
Die Kamera führte Ole Bratt Birkeland, die Montage verantwortete Peter Lambert. Das Kostümbild gestaltete Lizzy Gardiner und das Szenenbild Owen Paterson. Den Vertrieb übernahm Universal Pictures.
Die beiden Hauptdarsteller George Clooney und Julia Roberts arbeiteten zuvor für die Filme Ocean’s Eleven (2001), Geständnisse – Confessions of a Dangerous Mind (2002), Ocean’s 12 (2004) und Money Monster (2016) zusammen.

## Veröffentlichung
In Deutschland und Österreich kam der Film am 15. September 2022 in die Kinos.
Auf Sat.1 und ORF 1 hatte der Film am 10. November 2024 seine Erstausstrahlung im Free TV im deutschsprachigen Raum.

## Rezeption
Markus Tschiedert vergab auf Filmstarts.de 1,5 von fünf Sternen. Das dramaturgische Genre-Gerüst der Screwball-Komödie würde zwar brav aufgestellt, aber wichtige Zutaten wie Schnelligkeit, Temperament, Zuspitzung und vor allem Unberechenbarkeit fehlten gänzlich. Die Wortgefechte wirkten aufgesetzt und als besonders schlimm empfinde man die Behäbigkeit, mit der die schlichte Story gemächlich vor sich hin plätschere.
Filmjournalist Michel Rieck dagegen bezeichnete den Film auf riecks-filmkritiken.de als ein Werk, das einen angenehmen Kontrast zu den vielen überladenen Alternativen im Kino böte. Ol Parker besinne sich zurück auf frühere filmische Werte und schicke uns auf eine kinematographische Zeitreise. Eine unbeschwerte und leicht verdauliche Zeit sei die Folge.
Philipp Holstein urteilte auf rp-online.de: „Der Film ist kitschig und voller Klischees. Und trotzdem total schön.“
Martin Schwickert schrieb auf rnd.de, dass die Chemie zwischen den beiden Hauptdarstellern stimme, allerdings könne dies und die paradiesische Naturkulisse nicht darüber hinwegtäuschen, dass es dem Skript an kreativer Energie, überraschenden Plotwendungen, pointierten Dialogen und einem spielerischen Umgang mit Klischees fehle. Als Feel-Good-Movie funktioniere der Film bestens, er könne aber keine nachhaltigen Glücksgefühle entfalten.
Carsten Beyer bewertete den Film auf rbb-online.de mit zwei von fünf Sternen, am Ende blieben ein paar schnell vergessene Lacher und ein etwas schaler Nachgeschmack wie bei einer Piña Colada ohne Alkohol: süß, üppig, aber substanzlos.
Oliver Armknecht vergab auf film-rezensionen.de fünf von zehn Punkten, die nett-harmlose Unterhaltung gebe sich auch bei der Handlung keine Mühe. Dann und wann sei die Liebeskomödie aber zumindest unterhaltsam. Dazu gebe es traumhafte Aufnahmen und ein paar folkloristische Elemente.
Patricia Kornfeld bezeichnete den Film in der Wiener Zeitung als erfrischend, unterhaltsam und wenig anspruchsvoll. Man müsse schon etwas übrig haben für die Liebeskomödien Hollywoods, lasse man sich jedoch darauf ein, werde man nicht enttäuscht.

## Auszeichnungen
Die Deutsche Film- und Medienbewertung (FBW) zeichnet den Film mit dem Prädikat wertvoll aus. Die Jury begründet dies mit einer zwar vorhersehbaren Handlung, aber „gerade dieses Verzichten auf überraschende Plotwendungen macht für die Jury einen nicht unerheblichen Teil des Charmes“ des Films aus.